# Laucala
Laucala (lauˈðala gesprochen, daher auch Lauthala)  ist eine kleine Insel der Fidschi-Inseln, Taveuni östlich vorgelagert. Die Insel ist Privatbesitz und beherbergt ein Luxusresort.

## Lage und Landschaft
Die Insel liegt  – knapp an der Datumsgrenze – mit dem etwas größeren Qamea und dem kleinen Matagi innerhalb des Riffs an der Ostküste von Taveuni, vor Thurston Point. Laucala ist die östlichste der drei Inseln. Sie hat etwa 12 Quadratkilometer Fläche und misst 5 × 3 Kilometer.
Der Hauptteil der Insel ist ein etwa 100 Meter hoher Bergrücken vulkanischen Ursprungs, der Ostteil ist hügelig, dazwischen und ganz im Osten erstreckt sich ebenes Land. Besonders freundlich ist die Nordküste. Die Insel ist mit tropischem Regenwald bestanden, in ebenen Siedlungsraum auf etwa einem Viertel der Fläche mit Palmplantagen.

## Geschichte
Die Insel wurde 1643 von Abel Tasman für die europäische Geographie entdeckt.
Das Eiland wurde vom König des geeinten Fidschi, Seru Epenisa Cakobau, noch vor dem Anschluss an das Vereinigte Königreich 1874, an Europäer verkauft. Damit bestrafte er, dass die Einwohner der Insel mit dem Häuptling von Tonga, Enele Maʻafu, paktiert hatten.
Britische Pflanzer betrieben auf dem Eiland Kopra-Anbau. Später ging sie an die australische  Carpenter Group, dann Morris Hedstorm. 1972 erwarb sie der amerikanische Medienmogul Malcolm Forbes, um 1 Million USD, zu der Zeit wurde sie Forbes Island genannt. Forbes ließ die Infrastruktur auch für die dort lebenden und auf seinem Anwesen arbeitenden Einwohner ausbauen und förderte deren Bildung mit Stipendien.
1990 öffnete Forbes die Insel und vermietete einige Hütten an Touristen.
Malcolm Forbes, der 1990 starb, liegt auf Laucala begraben (Forbes Monument).
Im Zuge des Speight-Militärputsches 2000 wurde die Insel besetzt und der Tourismusbetrieb geschlossen.
2003 kaufte Red-Bull-Gründer Dietrich Mateschitz Laucala um 10 Millionen US-Dollar von der Forbes-Familie. Er ließ das Luxus-Resort umfangreich ausbauen – ab der Wiedereröffnung 2008 wurde es zu einer der exklusivsten Destinationen des pazifischen Raumes – und stellt die Insel auf weitgehende Selbstversorgung und ökologischen Landbau um.

## Besiedelung und Infrastruktur
Laucala hat eine Bevölkerung von etwa 300 Einwohnern. Sie leben im Dorf Laucala und verstreut an den Küsten. Sie betreiben Kokosanbau, Landwirtschaft und Fischfang in Selbstversorgung und für die Hotellerie, und arbeiten im Tourismus.

### Lacaula Village
Das Dorf wurde im Baustil der Bures (Hütten der Fidschianer) wiederhergestellt (in den Zeiten Forbes waren die ortsüblichen Schilfdächer durch Ziegeldeckung ersetzt worden) und ist eines der letzten traditionell erhaltenen Dörfer der Inselgruppe.

### Laucala Island Resort
Die Hotellerie wurde schon von Malcolm Forbes 1990 als Fiji Forbes begründet, seinerzeit als kleines Resort mit sieben Hütten, mit Gastronomie in der Forbes’schen Privatvilla und unter der Leitung des Dorfchefs von Laucala.
2008 wurde das Laucala Island Resort von Dietrich Mateschitz wiederbegründet. Das Resort gilt als eines der exklusivsten des ozeanischen Raumes (es wurde anfangs mit Sieben Sternen angegeben, was heute unüblich ist) und gehört – als einziges Hotel in Fidschi – zu den Leading Hotels of the World.
Es besteht aus 25 zu in mehreren Gruppen auf etwa 4500 m² an der Nordküste verteilten Villen, die im Sinne des Regionalismus der Moderne traditionellen fidjianischen Baustil mit zeitgemäßer Hotelarchitektur verbinden,
und mit umfangreicher Infrastruktur ausgestattet sind. Die Anlagen wurden vom fidschianischen Architekturbüro Architects Pacific geplant.
Insgesamt stehen 5 Restaurants zur Verfügung, die regionale Küche anbieten.
Weite Teile der Insel sind als 18-Loch-Golfplatz gestaltet, der 2010 von David McLay Kidd (DMK Golf Design) konstruiert wurde.
Die Villen sind zu mieten und auch zu erwerben.

### Laucala Airport Fiji
i8
i11
i13
Die Insel hat einen kleinen Privatflugplatz, Laucala Airport Fiji (IATA-Code: LUC, ICAO-Code: NFNH). Er geht in die Zeit des Forbes’schen Anwesens zurück und wurde jüngst ausgebaut.
Er steht für Transport mit der Resort-eigenen Maschine vom Nadi (50 Flugminuten) und Privatanflug gegen Voranmeldung Tag und Nacht zur Verfügung.

## Nachweise
1. 1 2 3 4 5 6 7 8  
David Stanley: Fiji Islands Handbook. Reihe Moon Handbooks Series, Verlag David Stanley, 1996
 ISBN 978-1-56691-038-5, Lauthala Island, S. 235, Sp. 2 (eingeschränkte Vorschau in der Google-Buchsuche);

 selber, jeweils überarbeiteter Text auch:

 derslb.: South Pacific Handbook. Reihe Moon Travel Handbooks, 7. Auflage, Verlag David Stanley, 1999, ISBN 978-1-56691-172-6, Laucala Island, S. 704, Sp. 2 (Google Buchsuche);

derslb.: Moon Fiji, Avalon Travel, 2011, ISBN 978-1-61238-115-2, S. 437 (Google Buchsuche; auch im Selbstverlag ISBN 978-1-56691-336-2, dort S. 309 f, Google Buchsuche).
2. ↑  Philosophy, S. 2 About the Island. Auf laucala.com, abgerufen am 10. Februar 2014.
3. 1 2  Philosophy, S. 6 Coconut Plantations. Auf laucala.com, abgerufen am 10. Februar 2014.
4. ↑  Dean Starnes, Nana Luckham: Lonely Planet Fiji. Lonely Planet, 2009, ISBN 978-1-74104-793-6, Laucala, S. 210, Sp. 2  (eingeschränkte Vorschau in der Google-Buchsuche)
5. ↑  Laucala Forbes Monument, PoliticalGraveyard.com → Cemeteries and Memorial Sites of U.S. Politicians in Fiji
6. ↑  → en:2000 Fijian coup d'état u. a.
7. 1 2  Gary Walther: A Fiji Paradise Created By The Inventor Of Red Bull, Forbes.com, 29. Juni 2013
8. 1 2 3 4  
Maja & Thomas Kilgore: Lacaula Island: Residences and their locations (Memento des Originals vom 30. Oktober 2012 im Internet Archive)  Info: Der Archivlink wurde automatisch eingesetzt und noch nicht geprüft. Bitte prüfe Original- und Archivlink gemäß Anleitung und entferne dann diesen Hinweis. Folder zum Resort, o. D. (pdf, auf privateislandsonline.com) – mit Kartenmaterial und Bebilderung.
9. 1 2  Philosophy, S. 5 Farms, laucala.com, abgerufen am 10. Februar 2014.
10. ↑  → en:Bure (Fiji)
11. ↑  Philosophy, S. 4 Cultural Village, laucala.com, abgerufen am 10. Februar 2014.
12. ↑  linkedin.com: Michael McCalman
13. ↑  Laucala Island Resort – Laucala Island, Fiji, The Leading Hotels of the World, de.lhw.com (deutsch)
14. ↑  Philosophy, S. 1 Welcome to Laucala Island, laucala.com, abgerufen am 10. Februar 2014.
15. 1 2  laucala island resort (Memento des Originals vom 22. Februar 2014 im Internet Archive)  Info: Der Archivlink wurde automatisch eingesetzt und noch nicht geprüft. Bitte prüfe Original- und Archivlink gemäß Anleitung und entferne dann diesen Hinweis., architectspacific.com → project, abgerufen am 13. Februar 2014.
16. ↑  Golf, laucala.com
17. ↑  Laucala Island Golf Course – Laucala Island, Fiji (Memento des Originals vom 22. Februar 2014 im Internet Archive)  Info: Der Archivlink wurde automatisch eingesetzt und noch nicht geprüft. Bitte prüfe Original- und Archivlink gemäß Anleitung und entferne dann diesen Hinweis., dmkgolfdesign.com → Courses, abgerufen am 13. Februar 2014.
18. ↑  Preise lagen 2014 bei  8.200 US$/6 Personen bis 5.500 US$/6 Personen und darüber; Angabe nach Kilgore: Lacaula Island, S. 6
19. ↑  Property4East introduces Laucala Island (former owner Malcolm Forbes) for letting to its clientele (Memento des Originals vom 24. September 2015 im Internet Archive)  Info: Der Archivlink wurde automatisch eingesetzt und noch nicht geprüft. Bitte prüfe Original- und Archivlink gemäß Anleitung und entferne dann diesen Hinweis.. Presseaussendung Reuters, 25. Mai 2012